# Лікарня святої Зінаїди (Суми)
50°55′15″ пн. ш. 34°48′54″ сх. д. / 50.920831° пн. ш. 34.815116° сх. д.
Дитяча лікарня Святої Зінаїди — лікарня в місті Суми. Збудована в кінці XIX століття на кошти сумського мецената Павла Івановича Харитоненка.

## Історія
7 травня 1889 році померла від дифтерії дочка Павла Харитоненка Зінаїда. Для родини Харитоненків це було великим горем, тому батько вирішує побудувати в її честь дитячу лікарню. Слід додати, що лікарню хотів побудувати ще Іван Герасимович Харитоненко (1820–1891), про що він прохав у своєму заповіті:

«По мірі сил і можливостей, якщо мені особисто не вдасться влаштувати, покладаю на мого сина: … влаштувати в м. Суми дитячу лікарню на двадцять ліжок з усіма зручностями і забезпечити капіталом в 30 тисяч рублів, вносячи такої в Сумську міську Думу»

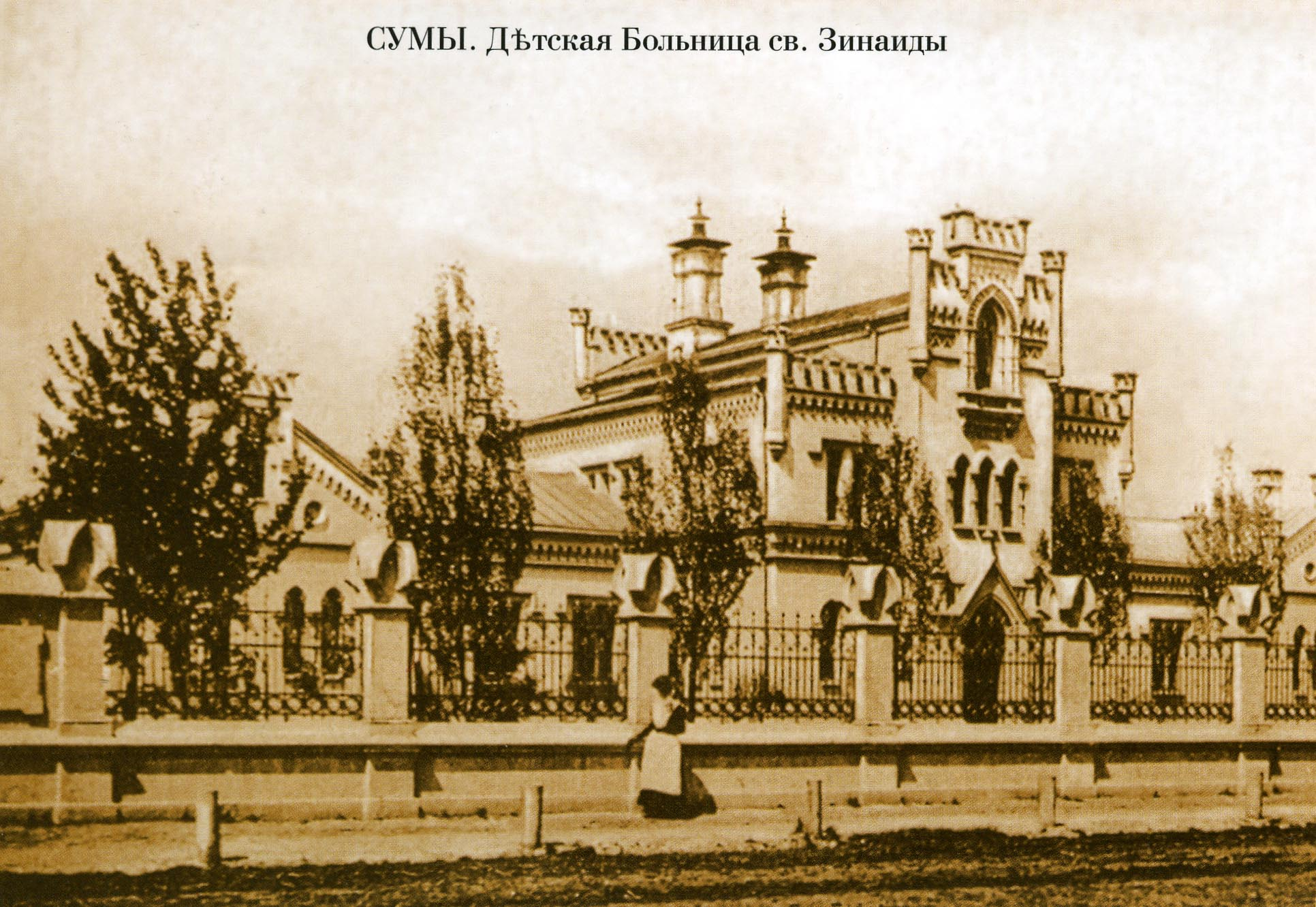
Дореволюційна фотографія лікарні з іншого ракурсу

У 1896 році Павло Іванович збудував приміщення лікарні, яка стала однією з перших дитячих лікарняних закладів Російській імперії. Хворих дітей лікували безкоштовно. У головному корпусі лікарні розміщувалися хворі «з внутрішніми та хірургічними хворобами». У другому корпусі лежали хворі на дифтерію та скарлатину.
Цей заклад був одним з найкращих в країні за оснащеністю та доглядом хворих, аж до Лютневої революції 1917 року.
В радянський період лікарня Св. Зінаїди була перейменована на районну лікарню.
Зараз, в добу незалежності України, у центральному корпусі розміщене обласне управління охорони здоров'я. Сучасна дитяча лікарня знаходиться навпроти старого приміщення. На другому поверсі лікарняного закладу знаходиться кімната, яка являє собою храм-дзвіницю.

## Опис
Архітектурний ансамбль лікарні складається з двох приміщень: конторської та житлової будівель.
Конторське приміщення має два поверхи, збудоване в псевдокласичному стилі. Фасад будинку має виділений ризаліт, в центрі міститься фронтон трикутної форми. Головна арка на другому поверсі прикрашена орнаментом та колонами. Вікна будівлі невеликі та прямокутні. Загалом, всі ці архітектурні елементи надають приміщенню красивого готичного відтінку.
Житловий двоповерховий будинок збудований у змішаному стилі бароко та класицизму. Над рельєфним карнизом будівлі знаходиться парапет з арочками, вазами та іншим архітектурним декором. Фасад має три арочних вікна з падугами (карнизами). Між вікнами містяться пілястри з капителями коринфського ордеру. Перший поверх має чудово оформлені з архітектурної точки зору прямокутні вікна, які прикрашені профільованими тягами та замковим камінням. Другий поверх більш декоративний.
Поряд з архітектурним ансамблем знаходиться лікарняний парк.
Суми. Дитяча лікарня Св. Зінаїди у 1896 році та в наш час (2007)